# NBA G League
De NBA G League is een Amerikaanse-Canadese-Mexicaanse basketbalcompetitie en dient als opleidingscompetitie voor de National Basketball Association. De competitie werd opgericht in 2001 als de National Basketball Development League (NBDL) tot 2005. Van 2005 tot 2017 heette de competitie NBA Development League (NBA D-League). In 2017 werd Gatorade sponsor en werd het de NBA G League. Alle NBA clubs hebben een ploeg in de NBA G League met een ploeg in Mexico die onafhankelijk opereert.

## Geschiedenis

### National Basketball Development League (2001-2005)
Op 13 juni 2000 kondigde NBA directeur David Stern en zijn rechterhand Russ Granik aan dat er een National Basketball Development League kwam die zou spelen vanaf november 2001 en spelers zouden minstens 20 jaar moeten zijn. Het zou de eerste echte minor league zijn van de NBA. Eerder werd wel al de Continental Basketball Association gebruikt als opleidingscompetitie en er werd in 2000 ook een bod uitgebracht om de competitie te kopen maar dat werd afgewezen.
Het eerste seizoen werd gespeeld met acht ploegen: North Charleston Lowgators, Greenville Groove, Columbus Riverdragons, Mobile Revelers, Huntsville Flight, Asheville Altitude, Fayetteville Patriots en Roanoke Dazzle. Uit het eerste seizoen werden acht spelers opgeroepen om te spelen in de NBA waaronder Chris Andersen die als eerste gekozen was in de eerste NBDL draft. De Greenville Groove werden de eerste kampioen nadat ze de North Charleston Lowgators versloegen in de finale. In het seizoen 2002/03 werd Mobile Revelers kampioen na in de finale Fayetteville Patriots te verslaan.
In 2003 werden twee ploegen opgedoekt de Mobile Revelers en Greenville Groove door een te lage opkomst en te hoge kosten. In het seizoen 2003/04 werd Asheville Altitude kampioen na Huntsville Flight te verslaan in de finale. In 2004 werden de Charleston Lowgators hernoemd naar de Florida Flame. Asheville Altitude herhaalde het seizoen erop door de Columbus Riverdragons te verslaan en voor twee seizoenen op rij kampioen te worden.

### NBA Development League (2005-2017)
In 2005 werd de competitie hernoemd naar de NBA Development League om meer de nadruk en de connectie te leggen met de NBA. Daarnaast nam Southwest Basketball onder leiding van David Kahn volgende ploegen over en verhuisde ze: Asheville Altitude werden de Tulsa 66ers, Columbus Riverdragons werden de Austin Toros en Huntsville Flight werden de Albuquerque Thunderbirds daarnaast werd er ook een nieuw team opgericht de Fort Worth Flyers. De tweede nieuwe ploeg werden de Arkansas RimRockers. De Albuquerque Thunderbirds werden kampioen toen ze in de finale de Fort Worth Flyers versloegen.
Na het seizoen 2005/06 onderging de competitie verschillende veranderingen in de samenstelling van de ploegen. De Fayetteville Patriots en Roanoke Dazzle werden opgedoekt net zoals de Florida Flame die geen stadion konden vinden. In februari 2006 kwamen de Bakersfield Jam erbij en twee maanden later maakten drie ploegen uit de Continental Basketball Association de overstap: Dakota Wizards, Sioux Falls Skyforce en Idaho Stampede samen met een nieuwe ploeg Colorado 14ers dat origineel ook in de CBA ging spelen. Later dat jaar kwamen er ook nog de Anaheim Arsenal en Los Angeles D-Fenders, deze laatste was de eerste ploeg die in handen was van een ploeg uit de NBA (Los Angeles Lakers). In het seizoen 2006/07 werden de Dakota Wizards kampioen door in de finale de Colorado 14ers te verslaan. Na het seizoen stopte de Fort Worth Flyers en de Arkansas RimRockers met bestaan. Er kwamen vier nieuwe ploegen bij de Fort Wayne Mad Ants, Iowa Energy, Rio Grande Valley Vipers en Utah Flash. 
In het seizoen 2007/08 versloegen de Idaho Stampede de Austin Toros in de finale. Voor het seizoen 2008/09 kwamen er twee nieuwe ploegen bij de Erie BayHawks en Reno Bighorns. De Colorado 14ers versloegen in de finale de Utah Flash. Na het seizoen werd Colorado 14ers verkocht en zouden niet spelen in het seizoen 2009/10 en werden het seizoen erop de Texas Legends. De Anaheim Arsenal verhuisden en werden de Springfield Armor. Er kwam opnieuw een ploeg bij ditmaal de Maine Red Claws. De Rio Grande Valley Vipers werden kampioen in 2009/10 toen ze de Tulsa 66ers versloegen in de finale. Na het seizoen verhuisden de Albuquerque Thunderbirds en werden de New Mexico Thunderbirds. De Los Angeles D-Fenders zouden niet spelen in het seizoen 2010/11 maar keerde een seizoen later wel terug. 
Het seizoen 2010/11 was het eerste seizoen van de hernoemde Texas Legends. In het seizoen 2010/11 werd Iowa Energy kampioen door in de finale Rio Grande Valley Vipers te verslaan. In 2011 werden de New Mexico Thunderbirds opnieuw verhuisd en veranderde in de Canton Charge. De Utah Flash stopte na het seizoen door financiële problemen maar keerde twee seizoenen later terug. De  Los Angeles D-Fenders keerde na een seizoen hiatus terug. In het seizoen 2011/12 werden de Austin Toros kampioen door in de finale de Los Angeles D-Fenders te verslaan.
Voor het seizoen 2012/13 werden de Dakota Wizards de Santa Cruz Warriors. De Rio Grande Valley Vipers werden kampioen nadat ze de Santa Cruz Warriors versloegen in de finale. Voor het seizoen 2013/14 kwam Delaware 87ers erbij als nieuwe ploeg. De Fort Wayne Mad Ants werden kampioen nadat ze de Santa Cruz Warriors versloegen, de Warriors verloren de finale voor een tweede keer op een rij. Voor het seizoen 2014/15 verandere er drie ploegen. De Tulsa 66ers werden omgedoopt tot Oklahoma City Blue, de Austin Toros werden de Austin Spurs, de Springfield Armor veranderde in de Grand Rapids Drive. Daarnaast kwam er ook een nieuwe ploeg bij de Westchester Knicks. In de finale van het kampioenschap stonden dezelfde ploegen tegen over elkaar, ditmaal wonnen de Santa Cruz Warriors hun eerste titel.
Voor het seizoen 2015/16 kwam er een nieuwe ploeg bij de Canadese Raptors 905. De Sioux Falls Skyforce werden kampioen nadat ze de Los Angeles D-Fenders versloegen. Voor het seizoen 2016/17 werden de Bakersfield Jam veranderd in Northern Arizona Suns, de Idaho Stampede werden de Salt Lake City Stars daarnaast kwamen er ook drie nieuwe ploegen bij de Greensboro Swarm, Long Island Nets en Windy City Bulls. De Raptors 905 die vorig seizoen nog nieuw waren wonnen al hun eerste titel tegen de Rio Grande Valley Vipers.

### NBA G League
Voor het seizoen 2017/18 veranderde opnieuw een aantal ploegen van naam ditmaal werden de Los Angeles D-Fenders de South Bay Lakers, de Iowa Energy veranderde in Iowa Wolves en de Erie BayHawks werden de Lakeland Magic. Er kwamen ditmaal vier clubs bij de Agua Caliente Clippers, de Erie BayHawks, de Memphis Hustle en de Wisconsin Herd. De Raptors 905 verloren in de finale van de Austin Spurs.
Voor het seizoen 2018/19 werden de Delaware 87ers de Delaware Blue Coats en de Reno Bighorns werden de Stockton Kings. Er kwam een nieuw team bij de Capital City Go-Go. De Rio Grande Valley Vipers versloegen in de finale de Long Island Nets. Voor het seizoen 2019/20 werden de Erie BayHawks de College Park Skyhawks, de Erie BayHawks werden meteen opnieuw opgericht. Er was geen winnaar in een seizoen geteisterd door het coronavirus. Voor het seizoen 2020/21 werden de NBA G League Ignite toegevoegd aan de competitie, ze vormden een alternatief tegenover collegebasketbal. De Northern Arizona Suns waren inactief in het seizoen 2020/21. Daarnaast speelden tien andere ploegen ook niet door de coronacrisis. De Lakeland Magic wonnen van de Delaware Blue Coats.
Voor het seizoen 2021/22 veranderde vijf ploegen van naam of van stad. Daarnaast kwamen de Capitanes de Ciudad de México erbij als nieuwe ploeg en de eerste in Mexico. De Rio Grande Valley Vipers versloegen de Delaware Blue Coats in de finale. In het seizoen 2022/23 was het een heruitgave van de finale van een jaar eerder maar ditmaal wonnen de Delaware Blue Coats. In 2023 vervoegde de Rip City Remix de competitie. De Oklahoma City Blue werd kampioen nadat ze de Maine Celtics versloegen. Na het seizoen stopte de NBA G League Ignite nadat de Valley Suns werden toegevoegd en zo elke NBA ploeg een opleidingsploeg had in de competitie. De Stockton Kings werden in 2025 kampioen nadat ze de Osceola Magic versloegen in de finale. De Indiana Mad Ants werden verhuisd en veranderde in de Noblesville Boom.

## Ploegen

### Huidige ploegen
| Ploeg                         | SCCG               | Arena                        | Hoofdcoach          | Partnerploeg           |
| Eastern Conference            | Eastern Conference | Eastern Conference           | Eastern Conference  | Eastern Conference     |
| ----------------------------- | ------------------ | ---------------------------- | ------------------- | ---------------------- |
| Birmingham Squadron           | South              | Legacy Arena                 | T.J. Saint          | New Orleans Pelicans   |
| Capital City Go-Go            | East               | CareFirst Arena              | Cody Toppert        | Washington Wizards     |
| Cleveland Charge              | Central            | Public Auditorium            | Mike Gerrity        | Cleveland Cavaliers    |
| College Park Skyhawks         | East               | Gateway Center Arena         | Steve Gansey        | Atlanta Hawks          |
| Delaware Blue Coats           | East               | Chase Fieldhouse             | Mike Longabardi     | Philadelphia 76ers     |
| Grand Rapids Gold             | Central            | Van Andel Arena              | Andre Miller        | Denver Nuggets         |
| Greensboro Swarm              | South              | Novant Health Fieldhouse     | Jordan Surenkamp    | Charlotte Hornets      |
| Long Island Nets              | East               | Nassau Coliseum              | Mfon Udofia         | Brooklyn Nets          |
| Maine Celtics                 | East               | Portland Exposition Building | Blaine Mueller      | Boston Celtics         |
| Motor City Cruise             | Central            | Wayne State Fieldhouse       | Jamelle McMillan    | Detroit Pistons        |
| Noblesville Boom              | Central            | The Arena at Innovation Mile | Tom Hankins         | Indiana Pacers         |
| Osceola Magic                 | South              | Silver Spurs Arena           | Dylan Murphy        | Orlando Magic          |
| Raptors 905                   | East               | Paramount Fine Foods Centre  | Eric Khoury         | Toronto Raptors        |
| Westchester Knicks            | East               | Westchester County Center    | DeSagana Diop       | New York Knicks        |
| Windy City Bulls              | Central            | Now Arena                    | William Donovan III | Chicago Bulls          |
| Wisconsin Herd                | Central            | Oshkosh Arena                | Beno Udrih          | Milwaukee Bucks        |
| Western Conference            |                    |                              |                     |                        |
| Austin Spurs                  | South              | H-E-B Center at Cedar Park   | Will Voigt          | San Antonio Spurs      |
| Capitanes de Ciudad de México | South              | Mexico City Arena            | Ramón Díaz Sánchez  | /                      |
| Iowa Wolves                   | Central            | Wells Fargo Arena            | Ernest Scott        | Minnesota Timberwolves |
| Memphis Hustle                | South              | Landers Center               | Jason March         | Memphis Grizzlies      |
| Oklahoma City Blue            | West               | Paycom Center                | Kameron Woods       | Oklahoma City Thunder  |
| Rio Grande Valley Vipers      | South              | Bert Ogden Arena             | Kevin Burleson      | Houston Rockets        |
| Rip City Remix                | West               | Chiles Center                | Sergi Oliva         | Portland Trail Blazers |
| Salt Lake City Stars          | West               | Maverik Center               | Steve Wojciechowski | Utah Jazz              |
| San Diego Clippers            | West               | Frontwave Arena              | Paul Hewitt         | Los Angeles Clippers   |
| Santa Cruz Warriors           | West               | Kaiser Permanente Arena      | Nick Kerr           | Golden State Warriors  |
| Sioux Falls Skyforce          | Central            | Sanford Pentagon             | Kasib Powell        | Miami Heat             |
| South Bay Lakers              | West               | UCLA Health Training Center  | Dane Johnson        | Los Angeles Lakers     |
| Stockton Kings                | West               | Adventist Health Arena       | Lindsey Harding     | Sacramento Kings       |
| Texas Legends                 | South              | Comerica Center              | Jordan Sears        | Dallas Mavericks       |
| Valley Suns                   | /                  | Mullett Arena                | John Little         | Phoenix Suns           |

### Voormalige ploegen
| - Greenville Groove (2001-2003) - Mobile Revelers (2001-2003) - Charleston Lowgators (2001-2004) - Asheville Altitude (2001-2005) - Huntsville Flight (2001-2005) - Columbus Riverdragons (2001-2005) - Fayetteville Patriots (2001-2006) - Roanoke Dazzle (2001-2006) - Florida Flame (2004-2006) - Fort Worth Flyers (2005-2007) | - Arkansas RimRockers (2005-2007) - Albuquerque Thunderbirds (2005-2010) - Tulsa 66ers (2005-2014) - Colorado 14ers (2006-2009) - Anaheim Arsenal (2006-2009) - Bakersfield Jam (2006-2016) - Erie BayHawks (2008-2017) - Reno Bighorns (2008-2018) - Springfield Armor (2009-2014) - New Mexico Thunderbirds (2010-2011) | - Northern Arizona Suns (2016-2021) - Lakeland Magic (2017-2023) - Erie BayHawks (2019-2021) |

## Prijzen
- NBA G League Most Valuable Player Award
- NBA G League Rookie of the Year Award
- NBA G League Defensive Player of the Year Award
- NBA G League Most Improved Player Award
- NBA G League Sportsmanship Award
- All-NBA G League Team
- NBA G League All-Rookie Team
- NBA G League All-Defensive Team
- NBA G League Coach of the Year Award
- NBA G League Finals Most Valuable Player Award
- NBA G League Showcase Cup Most Valuable Player
- NBA G League Basketball Executive of the Year Award
- NBA G League Team Executive of the Year Award

### Voormalig
- NBA Development League All-Star Game Most Valuable Player Award
- NBA Development League Impact Player of the Year Award
- NBA Development League Development Champion Award

## Spelers
Spelers tekenen vaak geen contract met een specifieke ploeg maar met de G League zelf. Ploegen kunnen dan uit deze pool van spelers kiezen welke spelers zij tekenen voor hen. Rekening houdend met welke rechten (zie hieronder) er verbonden zijn aan specifieke spelers. De minimum leeftijd om uit te komen in de G League is 18 jaar.

### Draft
Jaarlijks vindt er een draft plaats waarin club spelersrechten verkrijgen op jonge spelers. Zij krijgen dan eerste keus om deze spelers een contract aan te bieden. Spelers kunnen ook gekozen zijn in de NBA Draft en door hun club naar de G League gestuurd worden om te groeien. Daarnaast was er ook de NBA G League International Draft.

### Affiliate players
Zijn spelers die net voor de start van het seizoen geen plaats meer hadden in de NBA ploeg maar waar de NBA ploeg wel interesse in heeft. Deze worden dan naar de G League gestuurd waar ze kunnen groeien in hun spel. De spelers in kwestie zijn wel vrije spelers en kunnen tekenen bij andere NBA ploegen.

### Two-way contracten
Dit zijn spelers die maximaal tot 50 wedstrijden mogen meespelen in de NBA en de rest van de tijd spelen in de NBA G League. Hun loon hangt af van hoeveel tijd ze doorbrengen in de NBA of in de G League. Sinds het seizoen 2023/24 kunnen NBA ploegen maximaal drie two-way contracten tekenen.

### NBA Call-Up
Call-Ups zijn momenten waar een NBA G League speler kansen krijgt in de NBA. Dit kan door een definitief contract te tekenen bij een van de NBA ploegen. Daarnaast kunnen ze ook proefcontracten van tien dagen tekenen. Tot 50% van alle spelers in de NBA hebben op een bepaald moment in de NBA G League gespeeld.

## Jaarlijkse evenementen
Van 2007 tot 2017 werd er jaarlijks de NBA Development League All-Star Game georganiseerd tussen de beste spelers van dat moment en was ingericht zoals de NBA All-Star Weekend. Er waren meerdere onderdelen waarin spelers het tegen elkaar opnamen. Sinds 2005 bestaat er ook de NBA G League Showcase waarin de beste spelers van de NBA G League het tegen elkaar opnemen met de hoop een contract te krijgen in de NBA. De Showcase heeft jaarlijks veel aantrekkingskracht van scouts van de verschillende NBA ploegen.